# Papermovie
Papermovie е независим и некомерсиален български проект, който създава фотокомикси. Хората, заснети като герои в историите, са непрофесионалисти, с редки изключения. Историите са авторски, разказани с продължение, като сериали. Цялото съдържание е напълно безплатно. В първия период на проекта (2002-2007 г.) фотокомиксите са черно-бели, отпечатани върху флайъри и разпространявани безплатно, епизод по епизод, по заведения, кина, магазини и др. в София и други български градове. Флайърите добиват колекционерска стойност. След 2018 г. фотокомиксите на Papermovie са в повече цветове, адаптирани за четене на телефон и излизат само в дигитална версия. 

## Издадени фотокомикси
„Трикраки кучета“ (2002 г.), 8 епизода

„36“ (2002 г.), 16 епизода

„Апартаментът“ (2004 г.), 15 епизода

„Котки“ (2005-2007 г.), 28 самостоятелни епизода

„Вход Б“, Сезон 1 (2009-2010 г.), 5 епизода

„Търсачката“ (2018 г.), 2 части

„Истински кошмари“ (2018 г.), 5 епизода

„Вход Б“, Сезон 2 (2019-2020 г.), 6 епизода

„Чужди улици (2020 г.), 10 епизода

„Брокерът“ (2023 г.), 2 части

„Половин душа“ (2023 г.), 2 части

„30 неща, които да направиш, преди да направиш 30“ (2024 г.), 32 епизода

## Екип
Papermovie е създаден от Милен Антиохов през 2000 г., заедно с фотографа Симеон Леви и Мирчо Мирев. До юли 2024 г. в проекта са участвали общо 724 човека, от които 326 човека са се снимали като герои в 431 роли - всички на добра воля (без хонорари); останалите са фотографи, автори на музика (всеки фотокомикс има и саундтрак), дизайнери и др.

## По-известни участници с роли
Като герои във фотокомиксите на Papermovie са участвали на добра воля: Ники Кънчев, Азис, Силвия Петкова, Луиза Григорова, Весела Бабинова, Нети, Китодар Тодоров, Георги Згуров - Гурко, Митко Павлов, Миленита, Фифо от "Игри на волята" , Стефани Ивайло, Рая Белева, Анелия Луцинова, Павела Апостолова, Богдан Русев, поетът Тома Марков, Самуил Петканов, аниматорът Краси Иванов, художниците Аменун Женева и Чавдар Петров - Чарли и др.